# La Vall de Laguar
La Vall de Laguar (spanisch Vall de Laguart) ist eine spanische Gemeinde (municipio) in der Provinz Alicante mit einer Bevölkerung von 903 Einwohnern (Stand: 2024). Zur Gemeinde gehören neben dem Hauptort Fleix (Verwaltungssitz) die Ortschaften Benimaurell, el Campell und Fontilles.

## Lage
La Vall de Laguar liegt etwa 58 Kilometer nordöstlich von Alicante und etwa 96 Kilometer südsüdöstlich von Valencia in einer Höhe von 450 m nahe der Mittelmeerküste.

## Wirtschaft
Ein wichtiges landwirtschaftliches Produkt sind Kirschen mit der Herkunftsbezeichnung Cireres de la Muntanya d’Alacant.

## Bevölkerungsentwicklung
| Jahr      | 1970 | 1981 | 1991 | 2001 | 2011 | 2021 |
| Einwohner | 1260 | 1082 | 988  | 870  | 934  | 848  |

## Sehenswürdigkeiten
- Burgruine von La Vall de Laguar
- Annenkirche in el Campell
- Cosmas-und-Damian-Kirche in Benimaurell
- Theresa-und-Pascalis-Kirche in Fleix
- Josephskapelle

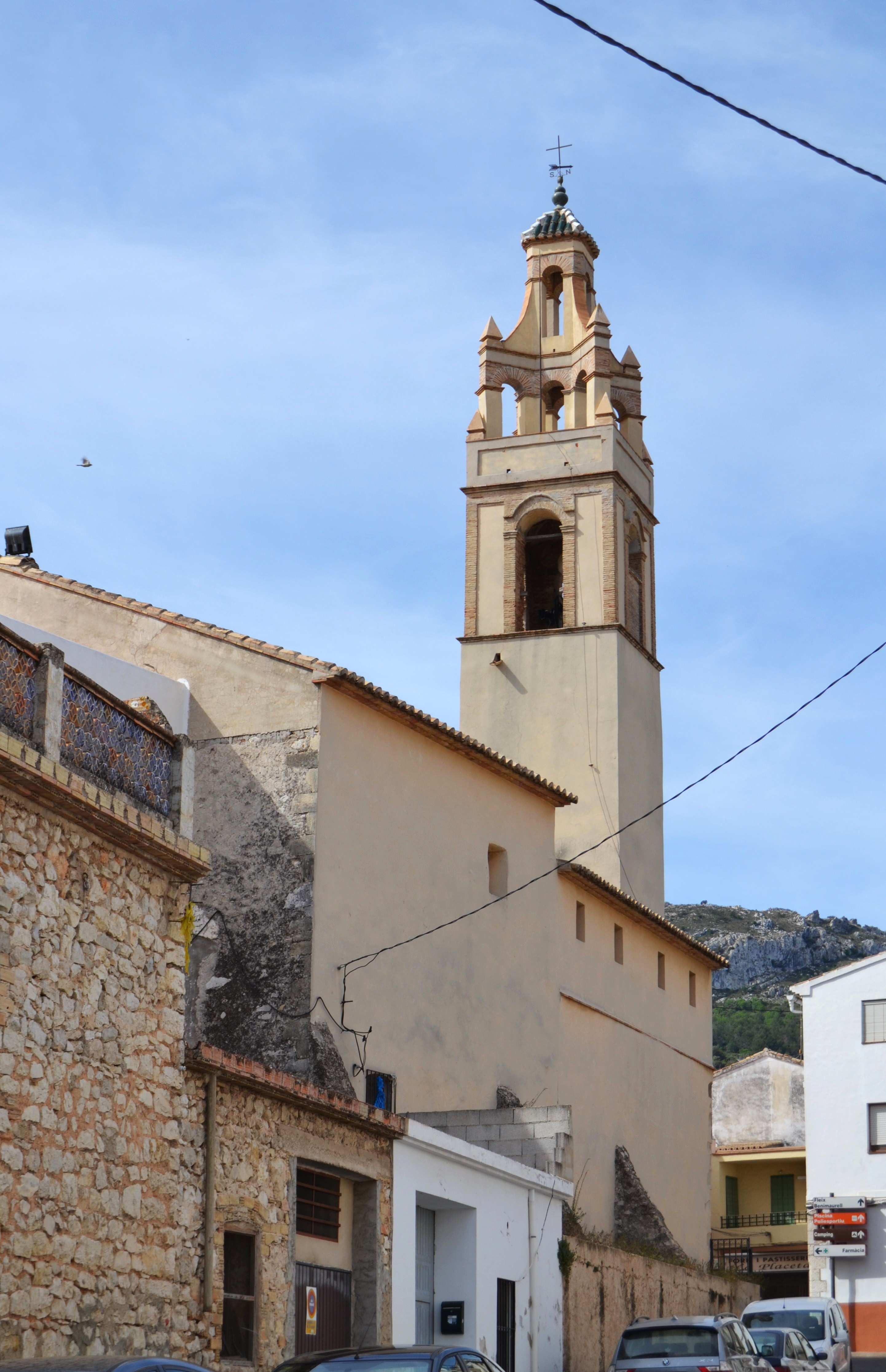
Annenkirche
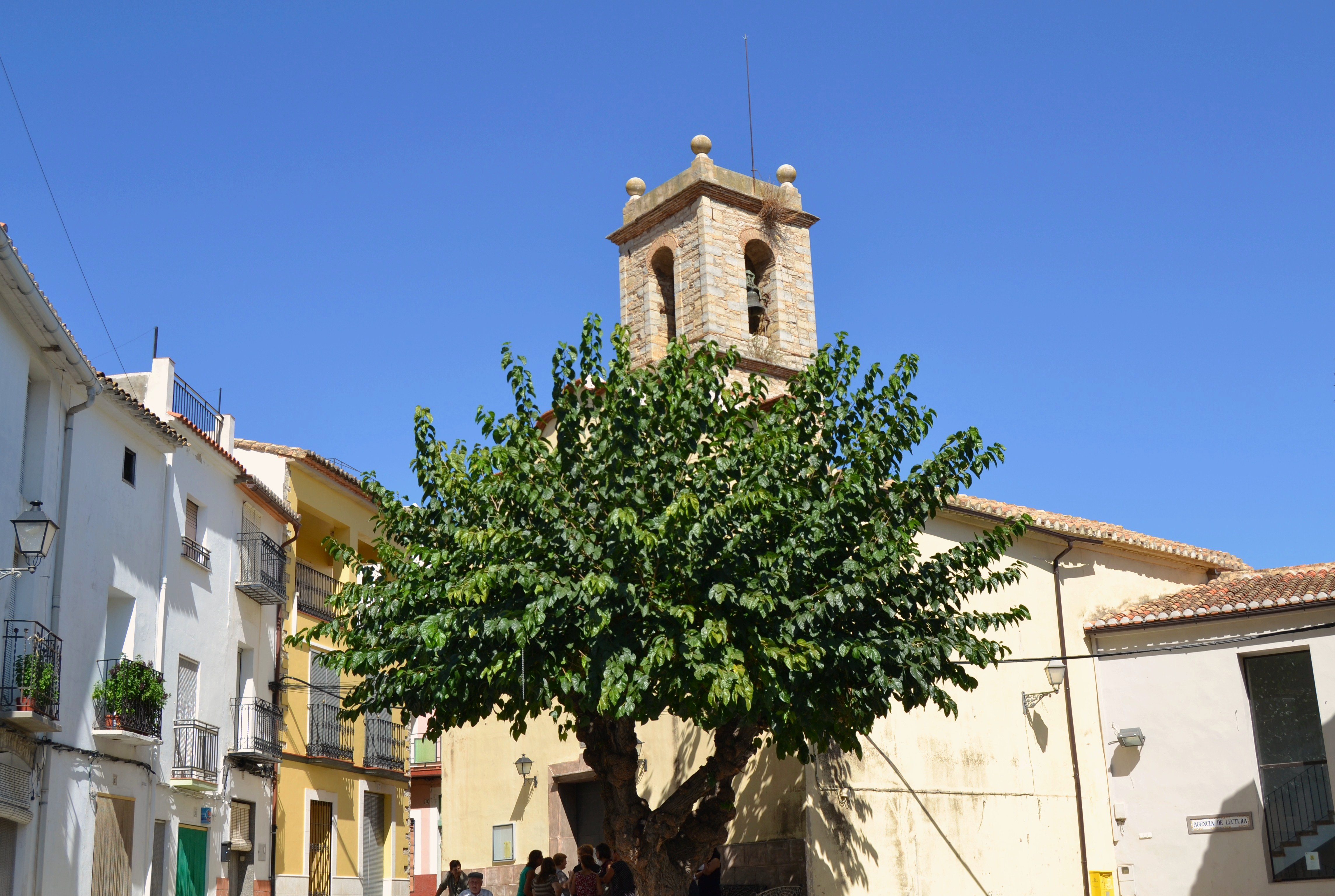
Cosmas-und-Damian-Kirche
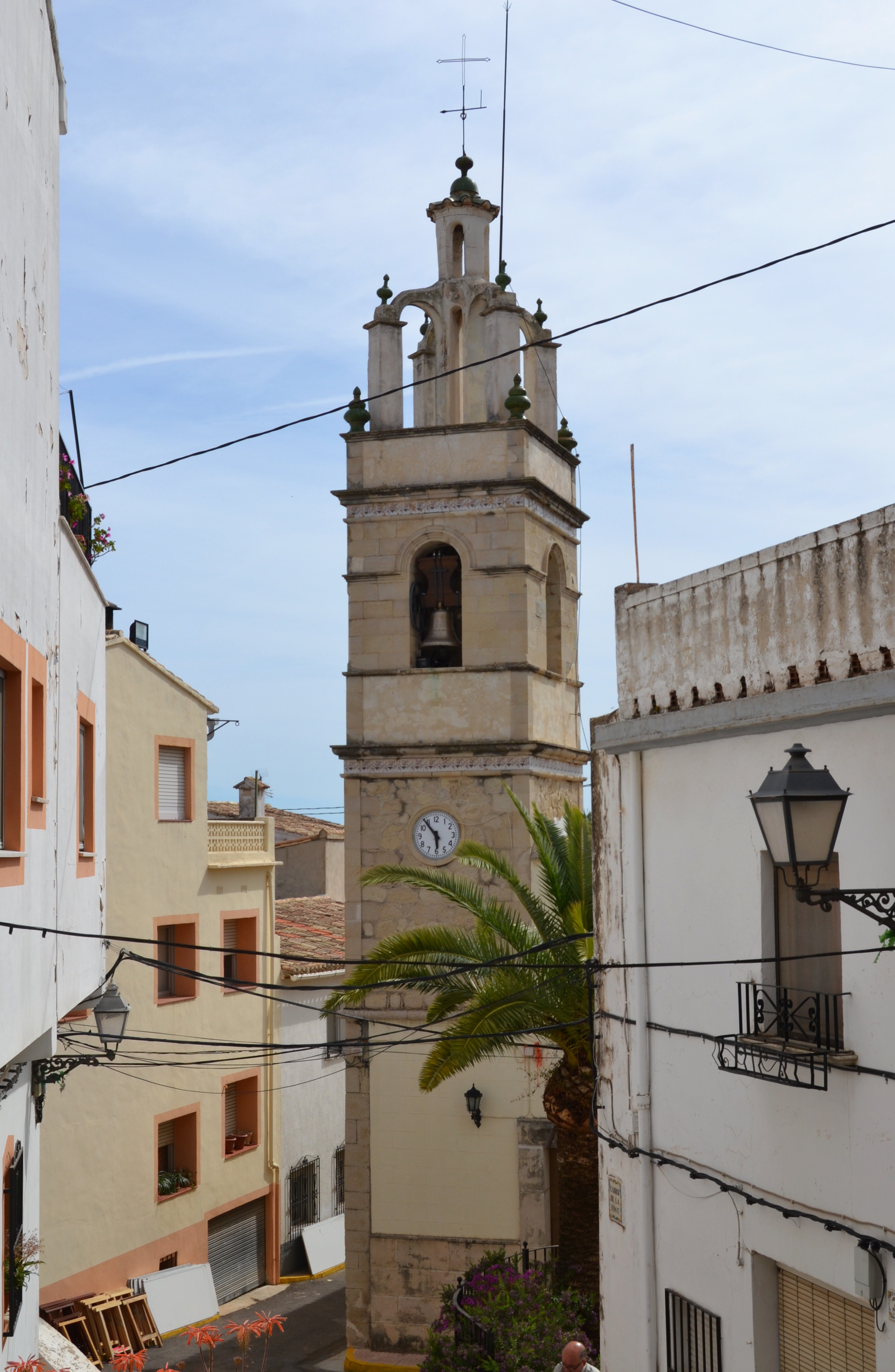
Theresa-und-Pascalis-Kirche
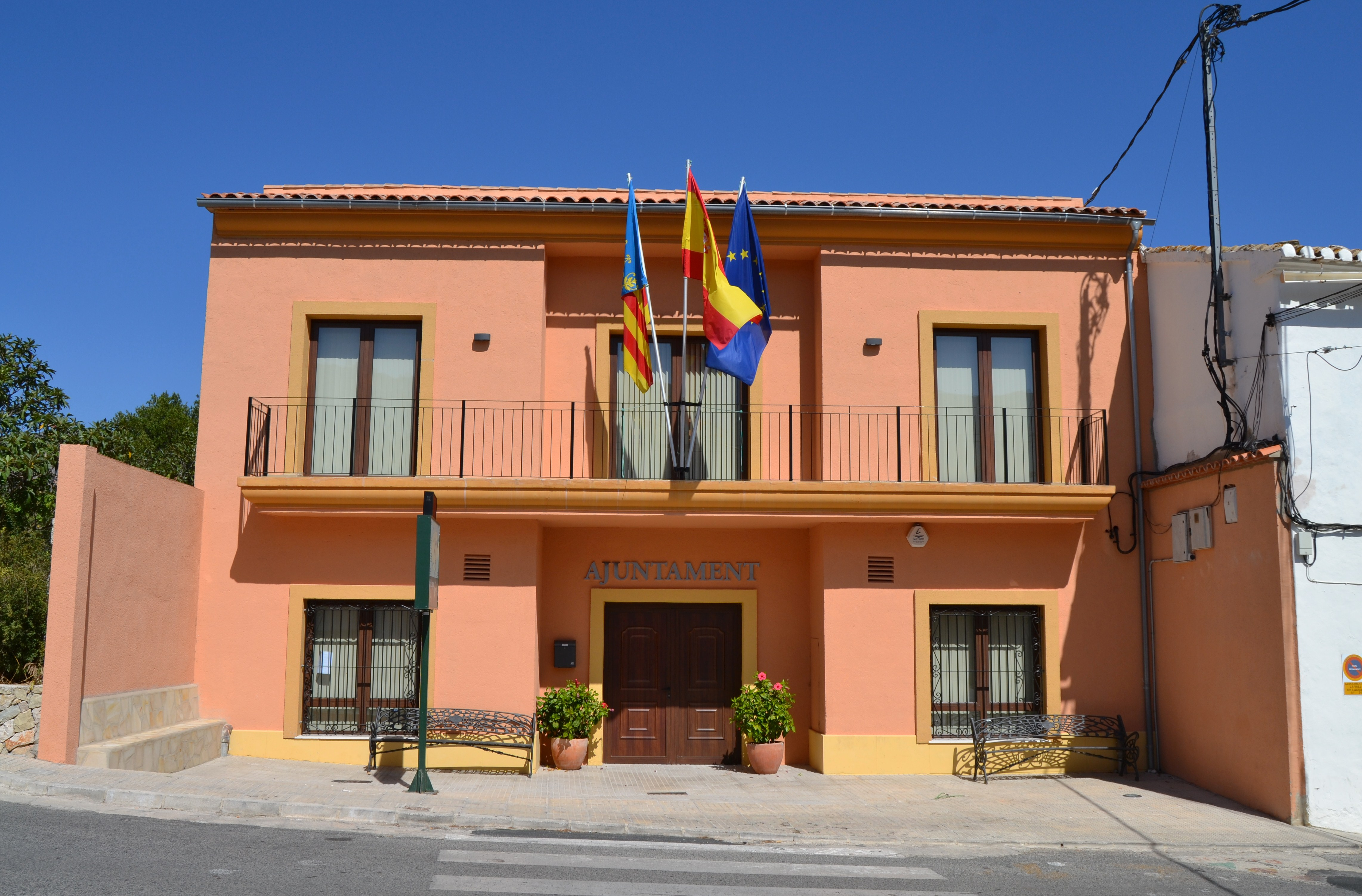
Rathaus